# Library Genesis
Library Genesis o LibGen è un motore di ricerca di articoli e libri su vari argomenti, che consente l'accesso gratuito a contenuti normalmente a pagamento o non digitalizzati altrove. Tra gli altri, veicola contenuti in formato PDF dal portale web di Elsevier di ScienceDirect.
Nel 2015, il sito è stato coinvolto in una controversia legale quando Elsevier l'ha accusato di fornire accesso pirata ad articoli e libri. LibGen risulta registrato sia in Russia che ad Amsterdam, rendendo difficile stabilire quale legislazione si debba applicare e se gli imputati debbano prendere parte ad una udienza negli Stati Uniti. LibGen è bloccato da un certo numero di provider nel Regno Unito, ma questo tipo di blocchi che si servono del DNS sono serviti a ben poco nell'impedire effettivamente gli accessi. Sul finire dell'ottobre del 2015, un tribunale distrettuale di New York ha imposto a LibGen di smettere di usare il nome del dominio (libgen.org), tuttavia il sito rimane sempre accessibile mediante domini alternativi.
Al 5 giugno 2018, Library Genesis afferma che il suo database di fiction contiene più di 2,7 milioni di libri e quello scientifico contiene 58 milioni di pubblicazioni. In Italia, l'accesso al sito LibGen viene periodicamente impedito dalla AGCOM.
Servizi analoghi, per quel che riguarda la letteratura scientifica ed accademica, venivano forniti da Z-Library.